# Hodislav
Hodislav je slovanské jméno. Svátek slaví 1. ledna. Vzniklo ze spojení slov hodi (patřit, sedět) a slav (slavit). Hodoň je domácký tvar plnějších osobních jmen, mezi nimiž je i jméno Hodislav. Z tohoto jména vznikla příjmení Hošek a Hodač. Hodislav je stále používané jméno v srbštině, může se vyskytovat ve variantě Hodoi.

## Nositelé toho jména
- Hodislav Baško – kustod poznaňské kapituly, autor části Velkopolské kroniky